# Panciu
Panciu é uma cidade da Romênia com 9.834 habitantes, localizada no judeţ (distrito) de Vrancea.